# Adelino (Nuevo México)
Adelino es un lugar designado por el censo ubicado en el condado de Valencia en el estado estadounidense de Nuevo México. En el Censo de 2010 tenía una población de 823 habitantes y una densidad poblacional de 115,38 personas por km².

## Geografía
Adelino se encuentra ubicado en las coordenadas 34°42′24″N 106°43′50″O / 34.70667, -106.73056. Según la Oficina del Censo de los Estados Unidos, Adelino tiene una superficie total de 7.13 km², de la cual 7.13 km² corresponden a tierra firme y (0%) 0 km² es agua.

## Demografía
Según el censo de 2010, había 823 personas residiendo en Adelino. La densidad de población era de 115,38 hab./km². De los 823 habitantes, Adelino estaba compuesto por el 78.13% blancos, el 1.22% eran afroamericanos, el 1.34% eran amerindios, el 0.36% eran asiáticos, el 0% eran isleños del Pacífico, el 14.09% eran de otras razas y el 4.86% pertenecían a dos o más razas. Del total de la población el 62.82% eran hispanos o latinos de cualquier raza.